# Le Cirque Bodoni
Le Cirque Bodoni est la cinquième histoire de la série Benoît Brisefer de Peyo, Gos et François Walthéry. Elle est publiée pour la première fois du no 1647 au no 1675 du journal Spirou. Puis est publiée sous forme d'album en 1971.

## Résumé
Benoît vient en aide à un cirque en difficulté financière. Un autre cirque veut engager Benoît, mais celui-ci a refusé.